# Meistaradeildin (1942)
Meistaradeildin 1942 – 1. sezon pierwszej ligi piłki nożnej archipelagu Wysp Owczych. Zwycięzcą został KÍ Klaksvík. Były to rozgrywki nieligowe, w których udział wzięło dziewięć klubów.

## Grupa wschodnia

### Uczestnicy
| Uczestnicy Nowi uczestnicy                                                                                    | Uczestnicy Nowi uczestnicy | Uczestnicy Nowi uczestnicy | Uczestnicy Nowi uczestnicy |
| --- | -------------------------- | -------------------------- | -------------------------- |
| EB | EB Eiði                    |                            |                            |
| HB | HB Tórshavn                |                            |                            |
| KÍ | KÍ Klaksvík                |                            |                            |
| Oznaczenia: - kolumna pierwsza – skróty nazw drużyn, - kolumna trzecia – miejsce zajęte w poprzednim sezonie. |                            |                            |                            |

### Drabinka
|  |             |             |             |             |           |   |   |             |             |       |       |       |
|  | Półfinały   | Półfinały   | Półfinały   | Półfinały   | Półfinały |   |   | Finał       | Finał       | Finał | Finał | Finał |
|  | Półfinały   | Półfinały   | Półfinały   | Półfinały   | Półfinały |   |   | Finał       | Finał       | Finał | Finał | Finał |
|  |             |             |             |             |           |   |   |             |             |       |       |       |
|  |             |             |             |             |           |   |   |             |             |       |       |       |
|  | KÍ Klaksvík | KÍ Klaksvík | 5           | 3           | 8         |   |   |             |             |       |       |       |
|  | KÍ Klaksvík | KÍ Klaksvík | 5           | 3           | 8         |   |   |             |             |       |       |       |
|  | EB Eiði     | EB Eiði     | 2           | 1           | 3         |   |   |             |             |       |       |       |
|  | EB Eiði     | EB Eiði     | 2           | 1           | 3         |   |   | KÍ Klaksvík | KÍ Klaksvík | 9     | 5     | 14    |
|  |             |             |             |             |           |   |   | KÍ Klaksvík | KÍ Klaksvík | 9     | 5     | 14    |
|  |             |             | HB Tórshavn | HB Tórshavn | 0         | 1 | 1 |             |             |       |       |       |
|  |             |             |             |             |           | 1 | 1 |             |             |       |       |       |

## Grupa zachodnia

### Uczestnicy
| Uczestnicy Nowi uczestnicy                                                                                    | Uczestnicy Nowi uczestnicy | Uczestnicy Nowi uczestnicy | Uczestnicy Nowi uczestnicy |
| --- | -------------------------- | -------------------------- | -------------------------- |
| B36 | B36 Tórshavn               |                            |                            |
| MB | MB Miðvágur                |                            |                            |
| SÍF | SÍF Sandavágur             |                            |                            |
| Oznaczenia: - kolumna pierwsza – skróty nazw drużyn, - kolumna trzecia – miejsce zajęte w poprzednim sezonie. |                            |                            |                            |

### Drabinka
|  |                |                |              |              |           |   |   |                |                |       |       |       |
|  | Półfinały      | Półfinały      | Półfinały    | Półfinały    | Półfinały |   |   | Finał          | Finał          | Finał | Finał | Finał |
|  | Półfinały      | Półfinały      | Półfinały    | Półfinały    | Półfinały |   |   | Finał          | Finał          | Finał | Finał | Finał |
|  |                |                |              |              |           |   |   |                |                |       |       |       |
|  |                |                |              |              |           |   |   |                |                |       |       |       |
|  | SÍF Sandavágur | SÍF Sandavágur | 2            | 1            | 3         |   |   |                |                |       |       |       |
|  | SÍF Sandavágur | SÍF Sandavágur | 2            | 1            | 3         |   |   |                |                |       |       |       |
|  | MB Miðvágur    | MB Miðvágur    | 0            | 0            | 0         |   |   |                |                |       |       |       |
|  | MB Miðvágur    | MB Miðvágur    | 0            | 0            | 0         |   |   | SÍF Sandavágur | SÍF Sandavágur | 1     | 1     | 2     |
|  |                |                |              |              |           |   |   | SÍF Sandavágur | SÍF Sandavágur | 1     | 1     | 2     |
|  |                |                | B36 Tórshavn | B36 Tórshavn | 2         | 0 | 2 |                |                |       |       |       |
|  |                |                |              |              |           | 0 | 2 |                |                |       |       |       |

O zwycięstwie SÍF Sandavágur w tej grupie zadecydował trzeci mecz, który zakończył się rezultatem 3:0.

## Grupa południowa

### Uczestnicy
| Uczestnicy Nowi uczestnicy                                                                                    | Uczestnicy Nowi uczestnicy | Uczestnicy Nowi uczestnicy | Uczestnicy Nowi uczestnicy |
| --- | -------------------------- | -------------------------- | -------------------------- |
| SVB | SVB Sandvík                |                            |                            |
| Royn | Royn Hvalba                |                            |                            |
| TB | TB Tvøroyri                |                            |                            |
| Oznaczenia: - kolumna pierwsza – skróty nazw drużyn, - kolumna trzecia – miejsce zajęte w poprzednim sezonie. |                            |                            |                            |

### Drabinka
|  |             |             |             |             |   |             |             |       |
|  | Półfinały   | Półfinały   | Półfinały   |             |   | Finał       | Finał       | Finał |
|  | Półfinały   | Półfinały   | Półfinały   |             |   | Finał       | Finał       | Finał |
|  | 1942        |             |             |             |   |             |             |       |
|  |             |             |             |             |   |             |             |       |
|  | SVB Sandvík | SVB Sandvík | 0           |             |   |             |             |       |
|  | SVB Sandvík | SVB Sandvík | 0           | 1942        |   |             |             |       |
|  | Royn Hvalba | Royn Hvalba | 5           |             |   |             |             |       |
|  | Royn Hvalba | Royn Hvalba | 5           |             |   | Royn Hvalba | Royn Hvalba | 0     |
|  |             |             |             |             |   | Royn Hvalba | Royn Hvalba | 0     |
|  |             |             | TB Tvøroyri | TB Tvøroyri | 5 |             |             |       |
|  |             |             |             | TB Tvøroyri | 5 |             |             |       |

## Półfinały
| Drużyna 1   | Wynik | Drużyna 2      |
| ----------- | ----- | -------------- |
| KÍ Klaksvík | 2:0   | SÍF Sandavágur |
| TB Tvøroyri | •     | wolny los      |

|  | KÍ Klaksvík | 2:0Raport | SÍF Sandavágur |  |
|  |             |           |                |  |

## Finał
| Drużyna 1   | Wynik | Drużyna 2   |
| ----------- | ----- | ----------- |
| KÍ Klaksvík | 4:1   | TB Tvøroyri |

|  | KÍ Klaksvík | 4:1Raport | TB Tvøroyri |  |
|  |             |           |             |  |

| Mistrz Wysp Owczych 1943 |
| ------------------------ |
| KÍ Klaksvík 1. tytuł     |